# Національна ліга українських композиторів
Національна ліга українських композиторів — громадське професійно-мистецьке об'єднання, засноване у 1992 році. Серед фундаторів — композитори: Г. Майборода, П. Петров-Омельчук, М. Полоз, М. Дремлюга, В. Кирейко, М. Каландьонок, М. Попенко, Б. Климчук, М. Дем'янюк, В. Павліковський, М. Стефанишин, Б. Синчалов, М. Волинський, М. Свидюк; музикознавці: С. Лісецький, В. Капрелов, Н. Брояко.
Очільником Ліги композиторів є Володимир Петров-Омельчук. Ініціатива створення окремого від Національної спілки композиторів України об'єднання за словами ініціатора була викликання бажанням сприяти розвитку «саме національної музичної культури, на противагу інтернаціонал-совковому підлаштуванню під всілякі промосковські міжнародні утворення типу МАКО». Будучи в опозиції до НСКУ, Ліга постановила «не надсилати до нагородних органів держави будь-яких подань щодо відзначення митців всілякими медалями, орденами, грамотами, званнями тощо. Вважати нагородою лише оцінку і повагу тих, хто слухає достойну уваги музику. Рудименти совкового принципу принадження митців до блукання владними кабінетами в сподіваннях на відзнакоподачку не для нас».
Водночас на думку В. Кузик підґрунтям появи Ліги композиторів був конфлікт між республіканським і київським керівництвами, особистісні амбіції окремих композиторів і музикознавців.